# Чотири кімнати
«Чоти́ри кімна́ти» (англ. Four Rooms) — фільм-антологія 1995 року, чорна комедія, що складається з чотирьох епізодів, відзнятих різними режисерами, пов'язаних одним персонажем — працівником готелю Тедом, якого зіграв Тім Рот. Події відбулись у готелі Лос-Анжелесу напередодні Нового року. Разом із Ротом у фільмі знімались такі знаменитості, як Антоніо Бандерас, Мадонна, Квентін Тарантіно та Брюс Вілліс.

## Сюжет

### Люкс для наречених (321)— «Відсутній інгредієнт»
- Автор сценарію та режисер Елісон Андерс

Тед (Тедді) — посильний у готелі, що працює напередодні Нового року. Тедді потрапляє в номер-люкс для наречених, де відбувається шабаш справжніх відьом. Вони роблять зілля, щоб зняти закляття, яке перетворило їхню богиню Діану на камінь 40 років тому. Кожна відьма кидає компонент в зілля протягом ритуалу; проте, для завершення ритуалу бракує сперми. Тож одній з відьом, Єві, дають завдання спокусити Тедді, щоб їхній задум міг продовжитися. Вона, попри все, схиляє його до сексу в казані і звідти виходить Діана.

### Кімната 404— «Не та людина»
- Автор сценарію та режисер Александр Роквелл

Тедді викликають принести кригу в номер на вечірку, але він помиляється кімнатою. Тедді опиняється в кімнаті 404, де чоловік з дружиною розігрують сексуальну рольову гру про грабіжника та заручницю. Тедді вони сприймають за замовленого раніше чоловічого ескорта, хоча Тедді вважає ситуацію справжньою. Він вирішує виконувати вказівки «грабіжника», поки не втручається постоялець з іншої кімнати та блює (імовірно, саме він очікував Тедді). Тоді Тедді тікає, а слідом у номер заходить інший чоловік.

### Кімната 309— «Порушники спокою»
- Автор сценарію та режисер Роберт Родрігес

Ватажок гангстерів планує розважитися напередодні Нового року з дружиною, а своїх двох дітей, Сару та Хуана, лишає в готелі. За 500 $ Тедді доводиться доглядати за дітьми, а батько дає їм настанову добре поводитися. Проте діти, впевнені в своїй безкарності, роблять усе навпаки. Вони дивляться еротичний фільм по телевізору, розпивають шампанське, а між тим зауважують дивний сморід. Діти виявляють під матрасом труп повії, Хуан випадково спричиняє пожежу. Несподівано батько повертається та запитує «вони не пустували?», після чого спрацьовує система пожежогасіння.
Тедді намагається відпроситися в начальниці, але його посилають на виклик у пентхаус готелю.

### Пентхаус— «Людина з Голлівуду»
- Автор сценарію та режисер Квентін Тарантіно

Тедді викликають у пентхаус зі стільничкою, відром льоду та різаком. У цьому номері зупинився відомий режисер Честер Раш з друзями. Після того, як Честер знайомить його зі всіма, він пропонує Тедді 1000 $, якщо він візьме участь в грі, описаній в оповіданні «Людина з Півдня» Роальда Дала (хоча самі учасники історії посилаються на однойменний епізод 5 сезону телесеріалу-антології 1950-х «Альфред Гічкок представляє»: друг Честера, Норман, ставить свій мізинець проти машини Честера на те, що зможе запалити запальничку Zippo 10 разів поспіль без осічок. В разі ж осічки, Тедді має відрізати палець. Перша ж спроба закінчується осічкою, Тедді негайно відрізає палець Норману, хапає гроші й тікає.
Під час титрів друзі доставляють Нормана, який волає, в лікарню.

## Ролі виконували
- Тім Рот — Тед, посильний

### Епізод «Бракуючий інгредієнт»
- Семмі Девіс — Ізабель
- Аманда Де Каденет — Діана
- Валерія Голіно — Атена
- Мадонна — Елспет
- Іона Скай — Єва
- Лілі Тейлор — Рейвен
- Алісія Уітт — Ківа

### Епізод «Не та людина»
- Дженіфер Білс — Енжела
- Девід Провал — Зігфрід

### Епізод «Порушники спокою»
- Антоніо Бандерас — Чоловік
- Лана МакКіссак — Сара
- Патриція Вонне — Труп
- Темлін Томіта — Дружина
- Денні Вердуццо — Хуан
- Сальма Хайєк — Дівчина, яка танцює у телевізорі

### Епізод «Людина з Голлівуду»
- Квентін Тарантіно — Честер Раш
- Дженніфер Білз — Енжела
- Паул Калдерон — Норман
- Брюс Уілліс — Лео